# Cyprus Women's Cup 2010
De 3e editie van de Cyprus Women's Cup, een vrouwenvoetbaltoernooi voor landenteams, begon op 24 februari 2010 en eindigde op 3 maart 2010. Acht landenteams werden verdeeld over twee poules van vier landen. Regerend kampioen Engeland werd vijfde. Canada versloeg Nieuw-Zeeland in de finale en won daarmee voor de tweede keer het toernooi.

## Deelnemers
Aan de 3e Cyprus Women's Cup namen de volgende landen deel:
| Land          | FIFA-ranking1 | Vorig toernooi | Aantal keer meegedaan | Aantal keer kampioen |
| ------------- | ------------- | -------------- | --------------------- | -------------------- |
| Engeland      | 8.            | 2009           | 1                     | 1                    |
| Italië        | 11.           | Debuut         | 0                     | 0                    |
| Canada        | 12.           | 2009           | 2                     | 1                    |
| Nederland     | 17.           | 2009           | 2                     | 0                    |
| Nieuw-Zeeland | 23.           | 2009           | 1                     | 0                    |
| Schotland     | 24.           | 2009           | 2                     | 0                    |
| Zwitserland   | 26.           | Debuut         | 0                     | 0                    |
| Zuid-Afrika   | 55.           | 2009           | 1                     | 0                    |

1 Ranking voorafgaand aan het toernooi

## Wedstrijden

### 1e ronde

#### Poule A
| Poule A |               |             |             |             |             |            |            |            |        |
| #       | Land          | Wedstrijden | Wedstrijden | Wedstrijden | Wedstrijden | Doelpunten | Doelpunten | Doelpunten | Punten |
| #       | Land          | G           | W           | G           | V           | V          | T          | Saldo      | Punten |
| 1       | Nieuw-Zeeland | 3           | 2           | 1           | 0           | 5          | 1          | +4         | 7      |
| 2       | Nederland     | 3           | 1           | 2           | 0           | 6          | 3          | +3         | 5      |
| 3       | Italië        | 3           | 1           | 1           | 1           | 3          | 2          | +1         | 4      |
| 4       | Schotland     | 3           | 0           | 0           | 3           | 1          | 9          | −8         | 0      |

| Datum       | Lokale tijd | MET   | Plaats                       | Land          | Score | Land          |
| ----------- | ----------- | ----- | ---------------------------- | ------------- | ----- | ------------- |
| 24 februari | 14:00       | 13:00 | GSP, Nicosia                 | Schotland     | 1 - 4 | Nederland     |
| 24 februari | 17:00       | 16:00 | GSP, Nicosia                 | Nieuw-Zeeland | 1 - 0 | Italië        |
| 26 februari | 14:00       | 13:00 | GSZ, Larnaca                 | Italië        | 2 - 0 | Schotland     |
| 26 februari | 14:00       | 13:00 | Ammochostos Stadion, Larnaca | Nederland     | 1 - 1 | Nieuw-Zeeland |
| 1 maart     | 14:00       | 13:00 | GSZ, Larnaca                 | Nieuw-Zeeland | 3 - 0 | Schotland     |
| 1 maart     | 17:00       | 16:00 | GSP, Nicosia                 | Italië        | 1 - 1 | Nederland     |

#### Poule B
| Poule B |             |             |             |             |             |            |            |            |        |
| #       | Land        | Wedstrijden | Wedstrijden | Wedstrijden | Wedstrijden | Doelpunten | Doelpunten | Doelpunten | Punten |
| #       | Land        | G           | W           | G           | V           | V          | T          | Saldo      | Punten |
| 1       | Canada      | 3           | 3           | 0           | 0           | 5          | 2          | +3         | 9      |
| 2       | Zwitserland | 3           | 1           | 1           | 1           | 6          | 5          | +1         | 4      |
| 3       | Engeland    | 3           | 1           | 1           | 1           | 3          | 3          | +0         | 4      |
| 4       | Zuid-Afrika | 3           | 0           | 0           | 3           | 2          | 6          | −4         | 0      |

| Datum       | Lokale tijd | MET   | Plaats                       | Land        | Score | Land        |
| ----------- | ----------- | ----- | ---------------------------- | ----------- | ----- | ----------- |
| 24 februari | 14:00       | 13:00 | GSZ, Larnaca                 | Engeland    | 1 - 0 | Zuid-Afrika |
| 24 februari | 14:00       | 13:00 | Ammochostos Stadion, Larnaca | Canada      | 2 - 1 | Zwitserland |
| 26 februari | 14:00       | 13:00 | GSP, Nicosia                 | Zwitserland | 3 - 1 | Zuid-Afrika |
| 27 februari | 14:00       | 13:00 | GSP, Nicosia                 | Canada      | 1 - 0 | Engeland    |
| 1 maart     | 14:00       | 13:00 | Ammochostos Stadion, Larnaca | Zuid-Afrika | 1 - 2 | Canada      |
| 1 maart     | 14:00       | 13:00 | GSP, Nicosia                 | Zwitserland | 2 - 2 | Engeland    |

### Finales
Alle tijden zijn in de lokale tijd (UTC+2)

#### Zevende plaats
|                   |                                  |           |                 |              |
| 3 maart 12:00 uur | Schotland                        | 2 – 1     | Zuid-Afrika     | GSZ, Larnaca |
| 3 maart 12:00 uur | Hayley Lauder 79' Kim Little 82' | (Verslag) | 27' Noko Matlou | GSZ, Larnaca |

#### Vijfde plaats
|                   |                                             |           |                                              |              |
| 3 maart 14:00 uur | Italië                                      | 2 – 3     | Engeland                                     | GSP, Nicosia |
| 3 maart 14:00 uur | Rachel Brown 44' (o.g.) Elisa Camporese 64' | (Verslag) | 10' Alex Scott 58' Alex Scott 90' Faye White | GSP, Nicosia |

#### Troostfinale
|                   |                                                                        |                      |             |                          |
| 3 maart 14:00 uur | Nederland                                                              | 4 – 0                | Zwitserland | GSP (hoofdveld), Nicosia |
| 3 maart 14:00 uur | Manon Melis 29' Sylvia Smit 56' Sylvia Smit 80' Kirsten van de Ven 90' | (Verslag)[dode link] |             | GSP (hoofdveld), Nicosia |

#### Finale
|                   |               |           |                    |                          |
| 3 maart 17:00 uur | Nieuw-Zeeland | 0 – 1     | Canada             | GSP (hoofdveld), Nicosia |
| 3 maart 17:00 uur |               | (Verslag) | 71' Diana Matheson | GSP (hoofdveld), Nicosia |

## Eindrangschikking
| rang | land          |
| ---- | ------------- |
| 1.   | Canada        |
| 2.   | Nieuw-Zeeland |
| 3.   | Nederland     |
| 4.   | Zwitserland   |
| 5.   | Engeland      |
| 6.   | Italië        |
| 7.   | Schotland     |
| 8.   | Zuid-Afrika   |

## Topscorers
| Pos.             | Speler           | Land             | Goals |
| ---------------- | ---------------- | ---------------- | ----- |
| 1                | Manon Melis      | Nederland        | 4     |
| 1                | Amber Hearn      | Nieuw-Zeeland    | 4     |
| 3                | Christina Julien | Canada           | 3     |
| 3                | Jill Scott       | Engeland         | 3     |
| 3                | Sylvia Smit      | Nederland        | 3     |
| 3                | Lara Dickenmann  | Zwitserland      | 3     |
| 7                | Ramona Bachmann  | Zwitserland      | 2     |
| 7                | Noko Matlou      | Zuid-Afrika      | 2     |
| 9                | 18 speelsters    | 18 speelsters    | 1     |
| Eigen doelpunten | Eigen doelpunten | Eigen doelpunten | 2     |
| Totaal:          | Totaal:          | Totaal:          | 44    |
| Wedstrijden:     | Wedstrijden:     | Wedstrijden:     | 16    |
| Gemiddelde:      | Gemiddelde:      | Gemiddelde:      | 2.75  |

| 1 Goal - Kendra Flock - Diana Matheson - Christine Sinclair - Lianne Sanderson - Casey Stoney - Faye White - Elisa Camporese - Giulia Domenichetti - Carolina Pini | 1 Goal (vervolg) - Alessia Tuttino - Anouk Hoogendijk - Marlous Pieëte - Kirsten van de Ven - Anna Green - Suzanne Grant - Hayley Lauder - Kim Little - Popela |

| Eigen doelpunt - Rachel Brown, tegen Italië. - Wyk, tegen Zwitserland. |

2008 · 2009 · 2010 · 2011 · 2012 · 2013 · 2014 · 2015 · 2016 · 2017 · 2018 · 2019 · 2020 · 2021